# 데포르티보 사프리사

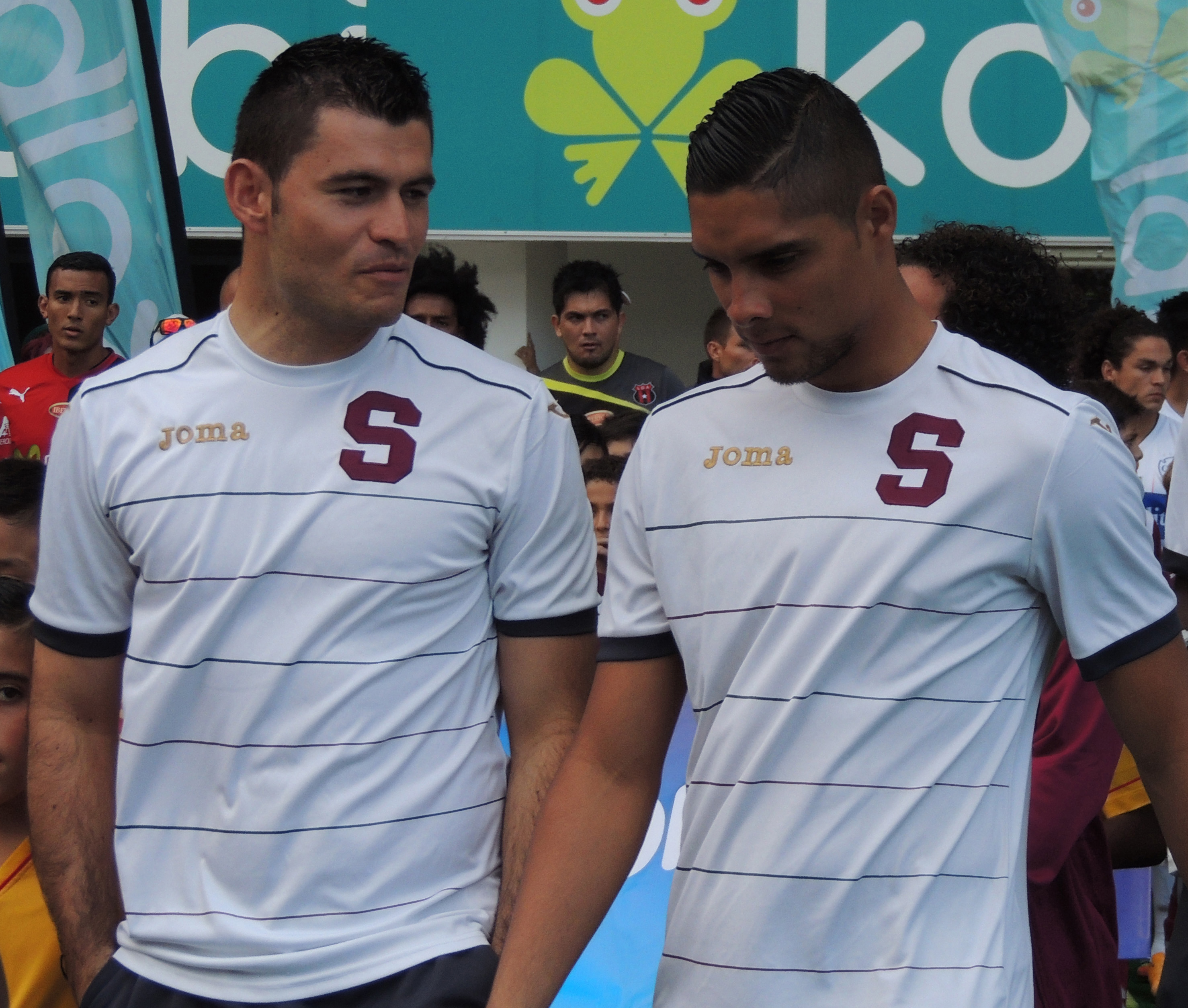

데포르티보 사프리사 S.A.D.(Deportivo Saprissa S.A.D.) 또는 데포르티보 사프리사(Deportivo Saprissa)는 코스타리카의 축구 클럽으로 수도 산호세를 연고지로 한다. 이 팀은 "엘 몬스트루오 모라도"("El Monstruo Morado")라는 별명을 갖고 있는데 이는 스페인어로 "자줏빛 괴물"을 뜻한다.
데포르티보 사프리사는 북중미카리브 축구 연맹에서 성공한 축구 클럽 가운데 하나로 뽑히고 있다. 또한 이 팀은 2009년 국제 축구 역사 통계 연맹이 선정한 20세기의 북중미 축구 클럽 1위에 선정되기도 하였다.

## 주요 대회성적

### 코스타리카 국내 대회
- 코스타리카 프리메라 디비시온: 우승 29회 (1952-1953, 1953-1954, 1957-1958, 1962-1963, 1964-1965, 1965-1966, 1967-1968, 1968-1969, 1969-1970, 1972-1973, 1973-1974, 1974-1975, 1975-1976, 1976-1977, 1977-1978, 1982-1983, 1988-1989, 1989-1990, 1993-1994, 1994-1995, 1997-1998, 1998-1999, 2003-2004, 2005-2006, 2006-2007, 2007-2008 동계 리그, 2007-2008 하계 리그, 2008-2009 동계 리그, 2009–2010 하계 리그)

### 국제 대회
- CONCACAF 챔피언스리그: 우승 3회 (1993, 1995, 2005), 준우승 4회 (1970, 1973, 2004, 2008)
- 코파 인테라메리카나: 준우승 2회 (1993, 1995)
- UNCAF 클럽 토너먼트: 우승 5회 (1972, 1973, 1978, 1998, 2003), 준우승 7회 (1971, 1974, 1996, 1997, 2001, 2004, 2007)
- CONCACAF 중앙아메리카 챔피언스: 우승 1회 (1970)
- 코파 리카르드: 준우승 1회 (2008)
- US 카멜 컵: 우승 1회 (1985)

### FIFA 클럽 월드컵 성적
- 2005년 FIFA 클럽 월드컵 3위

## 선수 명단

### 현역
참고: FIFA 자격 규정에 따라 소속된 국가대표팀 국기를 표시합니다. 선수는 복수의 FIFA 비회원국 국적을 가지고 있을 수 있습니다.
| 번호 | 포지션 | 국적   | 이름              |
| ---- | ------ | ------ | ----------------- |
| 9    | FW     |        | 사빈 메리노       |
| 16   | DF     | 파나마 | 에두아르도 앤더슨 |
| 20   | MF     |        | 마리아노 토레스   |

| 번호 | 포지션 | 국적   | 이름              |
| ---- | ------ | ------ | ----------------- |
| 21   | DF     | 파나마 | 피델 에스코바르   |
| 32   | FW     |        | 니콜라스 델라딜요 |

## 역대 감독
| 감독                  | 임기      |
| --------------------- | --------- |
| 오투 붐베우           | 1952      |
| 알레샨드리 기마랑이스 | 1997~2000 |
| 에르난 메드포르드     | 2003~2006 |
| 쥬스틴 캄포스         | 2006~2009 |
| 알레샨드리 기마랑이스 | 2011~2012 |
| 쥬스틴 캄포스         | 2014~2015 |
| 쥬스틴 캄포스         | 2022~2023 |
| 호세 자코네           | 2024~2025 |